# Jamie Lidell
Jamie Lidell, pseudonimo di Jamie Alexander Lidderdale (Huntingdon, 18 settembre 1973), è un musicista e cantante britannico.

## Discografia
Album
- 2000 - Muddlin Gear
- 2005 - Multiply
- 2006 - Multiply Additions
- 2008 - Jim
- 2010 - Compass
- 2013 - Jamie Lidell
- 2019 - Building a Beginning